# Rambhai Barni
Reina Rambhai Barni de Siam, anteriorment La seva Altesa la Princesa Rambhai Barni Svastivatana (tailandès รำไพพรรณี สวัสดิวัตน์; RTGS: Ramphaiphanni Sawatdiwat; (20 de desembre de 1904 - 22 de maig de 1984), era l'esposa i la reina consort del rei de Tailàndia Prajadhipok.

## Primers anys de vida

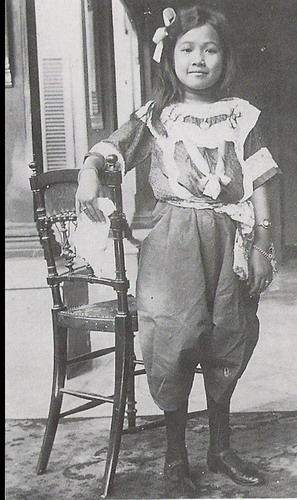
Young Rambai Barni

Princesa Rambhai Barni Svastivatana va néixer el 20 de desembre de 1904, amb el príncep Svasti Sobhana, el Príncep de Svastivatana Visishta (un fill de La seva Majestat el Rei Mongkut i la princesa Piyamawadi) i la princesa Abha Barni Gaganang. Se li va donar el sobrenom, Thanying Na o Princesa Na (tailandès: ท่านหญิงนา). A l'edat de dos anys va entrar al palau, que es "dona" a una reina de l'educació com era el costum. En el cas de la princesa Rambai Barni va ser reina Saovabha, esposa de Sa Majestat el Rei Chulalongkorn (la seva tia). A partir de llavors vivia al palau de Dusit.
Després de la mort del rei Chulalongkorn en 1910, va ser traslladada a la gran palau, on va estudiar a l'Escola Rajini (o Escola de la Reina), creat per la reina Saovabha. Durant aquest període es va posar molt a prop del seu cosí, el fill menor de la reina Saovabha, príncep Prajadhipok Sakdidej, el Príncep de Sukhothai. En 1917, després d'acabar els seus estudis a l'estranger i el període habitual de la vida monàstica, el príncep i la princesa Prajadhipok Rambai Barni es van casar a Bang Pa-In palau i els dona la benedicció del seu nou germà-en-llei, el rei Vajiravudh. La parella vivia a la residència del príncep Bangkok, Sukhothai palau.

## Reina
El 1925, el rei Vajiravudh va morir sense deixar descendència masculina (la seva única filla, la princesa Bejaratana Rajasuda, va néixer un dia abans i la llei palau dictava que el tron ha de passar a la següent fratías masculina del rei). A continuació, la corona va passar al seu germà menor i hereu. El marit de la princesa Rambai Barni va ascendir al tron com a Rei Prajadhipok (o Branca VII), se li va donar immediatament el títol apropiat de la reina consort de Siam. Prajadhipok seguit abandonament del seu germà de la poligàmia i en el seu lloc tenia un llit de matrimoni. Tant el rei i la reina van rebre educació europeus moderns en la seva joventut. Una vegada que van heretar el tron que es va dedicar a la modernització de la institució de la monarquia, la còpia de la vestimenta i els costums Europea.